# HMS Superb (1907)
O HMS Superb foi um couraçado operado pela Marinha Real Britânica e a terceira e última embarcação da Classe Bellerophon, depois do HMS Bellerophon e HMS Temeraire. Sua construção começou em fevereiro de 1907 na Armstrong Whitworth e foi lançado ao mar em novembro do mesmo ano, sendo comissionado em maio de 1909. Era armado com uma bateria principal de dez canhões de 305 milímetros montados em cinco torres de artilharia duplas, tinha um deslocamento de mais de 22 mil toneladas e conseguia alcançar uma velocidade máxima de 21 nós.
O Superb teve um início de carreira tranquilo e passou seus primeiros anos na Frota Doméstica. Com o início da Primeira Guerra Mundial em 1914 passou a integrar a Grande Frota, porém pouco fez durante o conflito e passou a maior parte de seu tempo em patrulhas e treinamentos no Mar do Norte. Sua única ação ocorreu na virada de maio para junho de 1916 na Batalha da Jutlândia. Foi transferido para o Mar Mediterrâneo em outubro de 1918 e apoiou forças Aliadas no Mar Negro. Foi colocado na reserva em 1919 e usado como alvo de tiro até ser desmontado em 1923.